# Marija Jaramazović
Marija Jaramazović (Subotica, 3. veljače 1986.) je hrvatska pjevačica iz Srbije, iz Subotice. Piše pjesme. Kći je Laze Jaramazović i hrvatske pjesnikinje Mirjane r. Stantić, čije pjesme često izvodi na festivalima. Sudjeluje na duhovnim, tamburaškim i dječjim festivalima. Pjeva samostalno i kao članica vokalno-instrumentalnog sastava „Proroci“ iz Subotice. Po struci je modna dizajnerica.
U Subotici je završila osnovnu i srednju medicinsku školu. Završila studij modnog dizajna na Tekstilno-tehnološkom fakultetu u Zagrebu. U Subotici je završila nižu glazbenu školu. Od rane mladosti nastupa kao vokalna solistica. 
Godine 2010. objavila je samostalni nosač zvuka, album Hajdemo zajedno, na kojoj pjeva pjesme s istoimene pjesničke zbirke njene majke Mirjane. Glazbu potpisuju Filip Čeliković i Nikola i Sonja Jaramazović.
 Na albumu izdanog u nakladništvu Laudata nalaze se skladbe s nastupa s gotovo svih festivala duhovne glazbe na kojima je sudjelovala.
Pjesme su joj izvedene i snimljene na nosačima zvuka Festivala bunjevački’ pisama, Tonkafesta, HosanaFesta, Uskrs festa, Danima kršćanske kulture, don Bosco fest, Stepinčevim notama i Marija festu. Nastupala je sa Subotičkim tamburaškim orkestrom.
Pobrala je mnoge nagrade za nastupe, osobito na Festivalu bunjevački' pisama. Na FBV 2001. nastupila je pjesmom Božur, 2002. Dužijanca, 2003., 2004. je za pjesmu dobila nagradu publike i za najbolju izvedbu, 2006. Ne dam da mi moje gaze koja je dobila nagradu za najbolju pjesmu po izboru slušateljstva, 2007. Nemoj mati tugovati koja je dobila drugu nagradu stručnih sudaca a Marija Jaramazović nagradu za najbolju interpretaciju, 2008. pjesmom, 2009. Sjećaš li se (prva nagrada strukovnih sudaca), 2010. Tambura nam pismu pamti. 2014. bila je u stručnom povjerenstvu Festivala bunjevački pisama.

## Vanjske poveznice
- Facebook
- Youtube
- Facebook, kanal Uskrsfest Marija Jaramazović i VIS Proroci - Slavit ću Gospodina (Uskrs fest 2012.)
- Facebook, kanal Laudato.hr Marija Jaramazović - Žena iz Magdale
- Hajdemo zajedno[neaktivna poveznica]